# Lin Sen

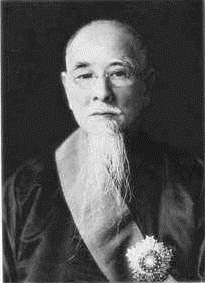
Lin Sen

Lin Sen (chinesisch 林森, Pinyin Lín Sēn; * 1868 in Shanggan, Minhou, Fujian; † 1. August 1943 in Chongqing) war von 1931 bis zu seinem Tod Staatsoberhaupt der Republik China.

## Leben
Lin Sen wurde in einer bürgerlichen Familie geboren und besuchte eine Schule von US-amerikanischen Missionaren. Ab 1884 war er im Telegramm Bureau of Taipei erwerbstätig. Nach dem Ersten Japanisch-Chinesischen Krieg engagierte er sich für die asymmetrische Kriegsführung gegen die japanischen Besatzer. Ab 1902 wurde er bei der Zollbehörde in Shanghai beschäftigt. Später lebte er in Hawaii und 1905 in San Francisco, wo er Funktionär der Tongmenghui und Überseevertreter der Kuomintang war.
Die Xinhai-Revolution von 10. Oktober 1911 bis 1. Februar 1912 leitete er in der Provinz Jiangxi. Er wurde Sprecher der Nationalversammlung. 1917, nach einem gescheiterten Putsch gegen Präsident Yuan Shikai, floh Lin mit Sun Yat-sen nach Japan und schloss sich dort dessen Chinesischen Revolutionären Partei, einer Vorgängergruppierung der Nationalen Volkspartei Chinas (Kuomintang), an. Als Gesandter der Partei reiste Lin Sen in die USA, um für Unterstützung zu werben. Im Jahr 1917 folgte er Sun nach Guangzhou, wo er öffentlich gegen die Beiyang-Regierung opponierte. Im gleichen Jahr folgte seine Ernennung als Gouverneur von Fujian.
Lin war ein Mitglied des rechten Flügels der Kuomintang. Diese sogenannte Westberge-Fraktion (chinesisch 西山派) wurde kurz nach Suns Tod 1925 nahe dem Tempel der jadegrünen Wolken in den Pekinger Westbergen gegründet. Auf der Nationalversammlung 1925 forderten Vertreter des rechten Flügels, die Einheitsfront zwischen der Nationalen Volkspartei und der Kommunistischen Partei Chinas (KPCh) zu beenden, da ihrer Ansicht nach die Revolution der KPCh unvereinbar mit der nationalen Revolution der Kuomintang sei. Aufgrund dieser Forderung wurden die Führer der Westberge-Fraktion aus der Kuomintang ausgeschlossen. Ab 1926 unterstützten sie jedoch geschlossen den Nordfeldzug der Partei, durch den Chiang Kai-shek 1928 die Chinesische Wiedervereinigung verkünden konnte. Nach Gründung der Nationalregierung reiste Lin oft ins Ausland, wo er für weitere Unterstützung der Kuomintang warb.
Am 15. Dezember 1931 gab Chiang Kai-shek das Amt des Präsidenten der Republik China an Lin Sen ab, was am 1. Januar 1932 durch das Parlament bestätigt wurde. Die Time bezeichnete Lin 1934 als repräsentativen Präsidenten und spekulierte, ob Zollbegünstigungen, die Chiang den Japanern einräumen musste, der Preis für den Aufschub der Besetzung Chinas durch Japan waren. Der Witwer Lin propagierte Monogamie; das Konkubinat war seit 1935 in China strafbar, und er forderte eine friedliche Lösung, als Chiang beim Zwischenfall von Xi’an entführt wurde. 1937 im zweiten japanisch-chinesischen Krieg ließ er den Regierungssitz nach Chongqing verlegen, propagierte die asymmetrische Kriegsführung und lehnte eine Zusammenarbeit mit der Regierung von Wang Jingwei ab. Am 10. März 1943 wurde sein Personenkraftwagen in einen Unfall verwickelt. Am 12. März 1943 erlitt er einen Schlaganfall beim Besuch einer kanadischen Delegation. Im Hospiz forderte er, dass Taiwan in der Nachkriegsordnung chinesisch würde, ein Wunsch, dem posthum in der Kairoer Erklärung entsprochen wurde.